# 神吉八幡神社
神吉八幡神社（かんきはちまんじんじゃ）は、兵庫県加古川市西神吉町宮前にある神社。

## 祭神
- 誉田別命（応神天皇）

## 歴史
1397年（応永3年）9月23日の夜もふけ、すべてのものが静まり返ったとき、印南郡神吉庄鞍馬山に瑞祥があり、一筋の神火がとんできて天下原の地に落ちた。天地はそのために赤くただれ、まるで昼間のようになった。村の人は驚愕し、なすすべもなかった。これは八幡太神の化身であると考え、ほど近い大国の里の松がうっそうと茂る地を霊地としてまつり、祠を建て、神吉庄の氏神とした。これが神吉八幡神社のはじまりである。その後1441年に嘉吉の乱で焼き討ちにあい社殿を消失したが、1468年（応仁2年）に神吉の庄領主・神出元盛、大国の里にあった神社を宮山に遷座し再建する。大国の旧地は御旅所となった。

## 祭事
- 元旦祭（1月1日）
- 厄除祭（2月の第2日曜日）
- 秋季例祭（体育の日の前日の土日）
  - 宮入祭
  - 奉告祭
  - 渡御式（神幸行列）
  - 環幸祭
- 月次祭（毎月1日）
- 国恩祭（11年に一度。前回は2017年（平成29年）4月に実施）

### 秋季例祭
江戸時代後期に描かれた祭礼絵巻さながらの神幸行列が行われる。神幸行列は、各村が持ち回りで当番となって実施される。
当番の順は①宮前・東山②天下原③神吉④神吉⑤中西・西村⑥大国⑦鼎の輪番であるが神吉と天下原は順番は変則的である。昼宮において行列は村を出発し、上の宮に向かい、上の宮で神事を行った後に神輿とともに各村を回りながら御旅所たる下の宮に向かう。下の宮で祭事を行ったのちに各村をまわって上の宮にもどるのが神幸行列の行程である。神輿練りはシデの動きに合わせて揺らすように練られる。また宮前・大国・神吉の3村から屋台が奉納される。

## 境内神社
- 稲荷大明神
- 八坂神社
- 大歳神社
- 愛宕神社
- 天照皇大神宮
- 大年神社

## 文化財
加古川市指定文化財
- 祭礼絵巻 1巻 神吉八幡神社 西神吉町宮前 平成2年10月11日指定

他の歴史的遺産
- 奉寄進神吉源頼定銘の石灯籠
- 神吉城主中務少輔神吉頼経の石碑
- 社名標